# Eric von Gegerfelt
Carl Eric von Gegerfelt, född 1 mars 1896 i Oskarshamn, död 15 januari 1970 i Bromma, var en svensk skådespelare.
von Gegerfelt filmdebuterade 1934 i Per-Axel Branners Sången om den eldröda blomman och han kom att medverka i drygt 70 filmer. Han är gravsatt i minneslunden på Skogskyrkogården i Stockholm.

## Filmografi
- 1934 – Sången om den eldröda blomman
- 1935 – Ebberöds bank
- 1936 – Intermezzo
- 1936 – Johan Ulfstjerna
- 1936 – 65, 66 och jag
- 1936 – Han, hon och pengarna
- 1937 – John Ericsson - segraren vid Hampton Roads
- 1937 – Lyckliga Vestköping
- 1937 – Skicka hem nr. 7
- 1937 – Ryska snuvan
- 1937 – Konflikt
- 1938 – Du gamla du fria
- 1938 – Karriär
- 1938 – Blixt och dunder
- 1938 – En kvinnas ansikte
- 1938 – Med folket för fosterlandet
- 1938 – Två år i varje klass
- 1938 – Vi som går scenvägen
- 1939 – Adolf i eld och lågor
- 1939 – Ombyte förnöjer
- 1939 – Landstormens lilla Lotta
- 1939 – Filmen om Emelie Högqvist
- 1939 – Valfångare
- 1939 – Skanör-Falsterbo
- 1940 – Kyss henne!
- 1940 – Kronans käcka gossar
- 1940 – En sjöman till häst
- 1941 – Den ljusnande framtid
- 1941 – I natt – eller aldrig
- 1941 – Lasse-Maja
- 1941 – Lärarinna på vift
- 1941 – Så tuktas en äkta man
- 1942 – Stinsen på Lyckås
- 1942 – Lyckan kommer
- 1942 – Sol över Klara
- 1942 – Lågor i dunklet
- 1942 – En sjöman i frack
- 1943 – Det brinner en eld
- 1943 – Natt i hamn
- 1943 – En melodi om våren
- 1943 – Elvira Madigan
- 1943 – Som du vill ha mig
- 1944 – När seklet var ungt
- 1944 – Vi behöver varann
- 1944 – Narkos
- 1944 – Jag är eld och luft
- 1945 – Idel ädel adel
- 1946 – 91:an Karlsson. "Hela Sveriges lilla beväringsman"
- 1946 – Driver dagg faller regn
- 1946 – Pengar - en tragikomisk saga
- 1946 – De unga tar vid
- 1947 – Stackars lilla Sven
- 1947 – Här kommer vi
- 1948 – De valde friheten!
- 1949 – Vi bygger framtiden
- 1950 – Kvartetten som sprängdes
- 1950 – Regementets ros
- 1950 – Ung och kär
- 1951 – Sköna Helena
- 1951 – Fröken Julie
- 1951 – Foreign Intrigue (TV-serie)
- 1951 – Frånskild
- 1952 – Blondie, Biffen och Bananen
- 1953 – Mästerdetektiven och Rasmus
- 1953 – Dansa min docka
- 1954 – Skattefria Andersson
- 1954 – Karin Månsdotter
- 1955 – Stampen
- 1957 – Åsa-Nisse i full fart
- 1958 – Jazzgossen
- 1958 – Du är mitt äventyr
- 1960 – Domaren
- 1960 – Ett glas vatten
- 1961 – Stöten
- 1961 – Vildanden

## Teater

### Roller
| År   | Roll            | Produktion                                       | Regi             | Teater                        |
| ---- | --------------- | ------------------------------------------------ | ---------------- | ----------------------------- |
| 1919 | Magister Sören  | Ambrosius Christian Molbech                      | Einar Fröberg    | Intima teatern                |
| 1919 | Sekreteraren    | Segergudinnan Ernst Didring                      |                  | Intima teatern                |
| 1919 | Charles         | Den nya garnisonen Louis Angely och C.G. Etienne | Josua Bengtson   | Intima teatern                |
| 1920 | Andre advokaten | Barnsölet Ludvig Holberg                         | Rune Carlsten    | Intima teatern                |
| 1920 | Bernard         | Aigretten Dario Niccodemi                        | Einar Fröberg    | Intima teatern                |
| 1938 |                 | Gösta Berlings saga Selma Lagerlöf               | Johan Falck      | Riksteatern                   |
| 1944 | Generalen       | Serenad Staffan Tjerneld och Lajos Lajtai        | Leif Amble-Naess | Oscarsteatern                 |
| 1954 |                 | Söderkåkar Gideon Wahlberg                       | Gösta Jonsson    | Vanadislundens friluftsteater |
| 1956 | Pastor Tooker   | Katt på hett plåttak Tennessee Williams          | Per Gerhard      | Vasateatern                   |
| 1957 |                 | Johan Ulfstjerna Tor Hedberg                     | Sandro Malmquist | Riksteatern                   |
| 1959 |                 | En midsommarnattsdröm William Shakespeare        | Sandro Malmquist | Skansens friluftsteater       |
| 1967 |                 | Den jäktade Ludvig Holberg                       | Kotti Chave      | Skansens friluftsteater       |

## Radioteater

### Roller
| År   | Roll         | Produktion                          | Regi        |
| ---- | ------------ | ----------------------------------- | ----------- |
| 1954 | Bankkamreren | Auktion Josef Briné och Nils Ferlin | Lars Madsén |